# Domenico Starnone
Domenico Starnone ( Nápoles, 15 de febrero de 1943 ) es un escritor y guionista italiano.

## Biografía
Profesor de enseñanza secundaria, enseñó durante años en centros de Colleferro y Roma, en cuyo Instituto Técnico de Turismo "Livia Bottardi" se rodó la película La scuola. Se ha interesado por la relación entre oralidad y escritura en la enseñanza del italiano y ha sido colaborador de las páginas culturales del diario Il manifest; asimismo colaboró con la revista I Giorni Cantati del Circolo Gianni Bosio. Ha publicado colaboraciones y columnas en los semanarios Cuore, Tango, Boxer . En 2001 ganó el premio Strega por la novela Via Gemito. Cada semana escribe la columna Parole para la revista Internazionale. También ha escrito en numerosos periódicos, entre ellos L'Unità, La Repubblica y Corriere della Sera, donde de 1992 a 1997 publicó la columna semanal La grammática della scuola. Debutó como narrador en 1987 con Ex cattedra, historia de un curso académico. 
Casado con Anita Raja, traductora napolitana. Desde 1993 también ha empezado a escribir para cine y televisión: de sus libros, las películas La scuola (1995) de Daniele Luchetti, Auguri professore (1997) de Riccardo Milani, Denti (2000) de Gabriele Salvatores y la serie de televisión Fuoriclasse (2011-2015). 

## Obras
Novela
- Ex cattedra, sl , Rossoscuola e Il manifesto, 1987.
- Il salto con le aste, Milano, Feltrinelli, 1989. ISBN 88-07-01377-0
- Segni de oro, Milano, Feltrinelli, 1990. ISBN 88-07-70003-4
- Fuori registro, Milano, Feltrinelli, 1991. ISBN 88-07-81186-3
- Sottobanco, Comitato di svalutazione, Roma, e/o, 1992. ISBN 88-7641-154-2
- Eccesso di zelo, Milano, Feltrinelli, 1993. ISBN 88-07-01449-1
- Denti, Milano, Feltrinelli, 1994. ISBN 88-07-01465-3
- Solo se interrogato. Appunti sulla maleducazione di un insegnante volenteroso, Milano, Feltrinelli, 1995. ISBN 88-07-17002-7
- La reta vía. Otto storie di obiettivi carente, Milano, Feltrinelli, 1996. ISBN 88-07-81400-5
- Vía Gemito, Milano, Feltrinelli, 2000. ISBN 88-07-01576-5 Premio Strega, [3] Premio Napoli nel 2001 . [4] y Premio Selezione Campiello . [5]
- La colega Passamaglia, Roma, Edizioni di Gabriele y Mariateresa Benincasa, 2001.
- Alice allo Strega, Milano, Telecom, 2002.
- Labilità, Milano, Feltrinelli, 2005. ISBN 88-07-01667-2
- Ex cattedra y otro storie di scuola, Milano, Feltrinelli, 2006. ISBN 88-07-49048-X
- Prima esecuzione, Milano, Feltrinelli, 2007. ISBN 978-88-07-01735-3
- Spavento, Torino, Einaudi, 2009. ISBN 978-88-06-19477-2
- Fare scene. Una storia de cine, Roma, Minimum fax, 2010. ISBN 978-88-7521-257-5
- Autobiografía erotica di Aristide Gambía, Torino, Einaudi, 2011. ISBN 978-88-06-19478-9
- Lacci, Torino, Einaudi, 2014. ISBN 978-88-06-19479-6
- Scherzetto, Torino, Einaudi, 2016. ISBN 978-88-06-23235-1
- Le false resurrezioni, Torino, Einaudi, 2018. ISBN 978-88-06-23335-8 [Contiene Segni de oro ; Eccesso di zelo ; Dente ]
- Confidenza, Torino, Einaudi, 2019. ISBN 978-88-06-24356-2

Ensayo
- El eroe, la santa, el polveri: antiinfortunistica sacra allá Snia di Colleferro, en " I giorni cantati ", n. 1, Firenze, La casa Usher, 1981.
- La corte y la piazza: galateo dell'improvvisazione, in " I giorni cantati ", n. 2/3, Firenze, La casa Usher, 1982.
- Scuola, ricerca y teatro. Por riprendere la parola , in " I giorni cantati ", n. 4, Foligno, Editoriale Umbra, 1983.
- Terapia por letterati, postfazione a Mark Twain, Racconti comici, Roma, e/o, 1991. ISBN 88-7641-112-7 .
- Il giro di vite di H. James , en Leggere gli anni verdi. Racconti di letture sull'infanzia y la adolescenza, Roma, y/o, 1992. ISBN 88-7641-126-7 .
- Introduzione a Edmondo De Amicis, Cuore, Milano, Feltrinelli, 1993. ISBN 88-07-82057-9 .
- Il ritratto insanguinato. Racconto scolastico , introduzione a Ugo Foscolo, Ultime lettere di Jacopo Ortis, Milano, Feltrinelli, 1994. ISBN 88-07-82100-1 .
- Il lettore adolescente, introduzione a Joseph Conrad, Lord Jim, Milano, Feltrinelli, 2002. ISBN 88-07-82160-5 .
- El disagio del imperfecto. Su Adele di Federigo Tozzi , in Dieci decime. Guarde a ritroso sulla nuestra letteratura, Milano, Scuola Holden-BUR, 2003. ISBN 88-17-00002-7 .
- Prefazione a John Fante, Dago Red, Torino, Einaudi, 2006. ISBN 88-06-17138-0 .
- Il nocciolo solare dell'esperienza, saggio introduttivo a Luigi Meneghello, Opere scelte, Milano, Mondadori, 2006. ISBN 88-04-54925-4 .
- La fratellanza inquieta, prefazione a Carmelo Samoná, Fratelli, Torino, UTET, 2006. ISBN 88-02-07499-2 .
- Y segni delle ferite, prefazione a Raffaele La Capria, Ferito a morte, Torino, UTET, 2006. ISBN 88-02-07444-5 .
- Prefazione a Raymond Carver, Cattedrale, Roma, minimum fax, 2008. ISBN 978-88-7521-192-9 .
- Introduzione en Rocco Brindisi, La moglie di Youssef gioca cono y fiocchi di neve, Roma, Empiria, 2010. ISBN 978-88-96218-13-6 .

Cuentos
- Condom Butterfly, in Mondi en el limite. 9 escritorio por Medici Senza Frontiere, Milano, Feltrinelli, 2008. ISBN 978-88-07-17159-8 .
- Il palloncino verde, in I colori di Roma, al cuidado de Giuseppe Cerasa, Roma, editorial el Espresso, 2008.
- Il ricco epulone, in Ti vengo a buscar. Interviste imposibili, al cuidado de Valentina Alferj y Barbara Frandino, Torino, Einaudi, 2011. ISBN 978-88-06-20745-8 .

Teatro
- Sottobanco, Comitato di svalutazione, Roma, y/o, 1992. ISBN 88-7641-154-2 .

## Filmografía

### Guionista
- La scuola, dirigida por Daniele Luchetti ( 1995 )
- Auguri professore, dirigida por Riccardo Milani ( 1997 )
- I piccoli maestri, dirigida por Daniele Luchetti ( 1998 )
- Del perduto amore, dirigida por Michele Placido ( 1998 )
- La guerra degli Antò, dirigida por Riccardo Milani ( 1999 )
- Tutto l'amore che c'è, dirigida por Sergio Rubini ( 2000 )
- L'anima gemella, dirigida por Sergio Rubini ( 2002 )
- Il posto dell'anima, dirigida por Riccardo Milani ( 2003 )
- Ovunque sei, dirigida por Michele Placido ( 2004 )
- L'amore ritorna, dirigida por Sergio Rubini ( 2004 )
- La febbre, dirigida por Alessandro D'Alatri ( 2005 )
- L'avvocato Guerrieri - Testimone inconsapevole, dirigida por Alberto Sironi ( 2007 ) - Film TV
- Il capo dei capi (2007) - Miniserie TV
- Signorina Effe, dirigida por Wilma Labate ( 2007 )
- L'avvocato Guerrieri - Ad occhi chiusi, dirigida por Alberto Sironi ( 2008 ) - Film TV
- L'uomo nero, dirigida por Sergio Rubini ( 2009 )
- Fuoriclasse ( 2011 )
- Lacci, dirigida por Daniele Luchetti (2020)